# Treron sieboldii
Treron sieboldii é uma espécie de ave da família Columbidae.
Pode ser encontrada nos seguintes países: China, Japão, Coreia do Sul, Laos, Rússia, Taiwan, Tailândia e Vietname.
Os seus habitats naturais são: florestas temperadas.